# 阿兼城
阿兼城，是台灣宜蘭縣冬山鄉的一個傳統地域名稱，位於該鄉東部偏南。相較於今日行政區，其範圍大致包括大興村、東城村。

## 歷史
台灣清治末期，阿兼城地區為一街庄，稱為「阿兼城庄」，隸屬於紅水溝堡。該庄北及東北與奇武荖庄為鄰，東南與新城庄為鄰，西南邊為蕃地、冬瓜山庄，西北邊為香員宅庄。
1901年（日治明治三十四年）11月，廢縣廳改設二十廳，該庄隸屬於宜蘭廳，編入第十一區。1905年（明治三十八年）7月，第十一區改名「紅水溝區」。1909年（明治四十二年）10月，合併二十廳為十二廳，該庄仍隸屬於宜蘭廳。1920年（大正九年），廢十二廳改設五州二廳，該庄改制為「阿兼城」大字，隸屬於臺北州羅東郡冬山庄，大字下有「阿兼城」、「內圍」、「尛尛」小字名。
戰後冬山庄改制為冬山鄉，隸屬於臺北縣，大字改制為村。1950年10月，北、基、宜分治，冬山鄉改隸屬於宜蘭縣。

## 聚落
本地區發展較早的聚落有阿兼城（東半部）、尛尛、火燒圍、民壯圍、石頭圍（石頭城）、內城等，在日治期初期的官方地圖上已有記載。此外，本地區尚有水尾仔、大興、牛稠坑等聚落。

## 交通
台鐵宜蘭線是台灣東北部鐵路幹線，大致以北北西—南南東走向經過阿兼城地區。境內未設站，北側最近的是冬山車站，屬二等站，停靠部分莒光號、復興號、區間快車，以及全部的區間車；南側最近的是新馬車站，屬招呼站，僅停靠區間車。由此等可前往台鐵沿線各站。
國道5號又稱「北宜高速公路」，是橫跨台灣東西部的高速公路，大致以北北西—南南東走向經過本地區中部偏東北。由該道路向北北西可前往五結、宜蘭、礁溪、頭城西南部、坪林、石碇、南港並止於國道3號南港系統交流道，向南南東可前往蘇澳。
省道台9線（冬山路一段）又稱「東部幹線」，是台北經東台灣至屏東楓港的幹道，在本地區路段大致與鐵路平行並位於其西南側。由該道路向西北可前往冬山市區、羅東、五結西北部、宜蘭、礁溪、頭城西南部、坪林等地，向東南可前往蘇澳、南澳、秀林、新城、花蓮等地。
鄉道宜39線（香中路、東福路）是冬山至武荖坑的道路，其東南側端點位於本地區南部邊界外緣的省道台9線路口。由此向北北西轉西北出境後，可前往香員宅並止於省道台9線另一路口。
鄉道宜30-3線（福興路、福興東路、廟前路）是補城至東城的道路，其南側端點位於本地區中部鄉道宜39線路口。由此向北北東轉北北西出境後，可前往奇武荖與補城地交界地帶並止於鄉道宜30線路口。

## 學校
- 東興國小

## 產業
- 龍德工業區